# Crooklyn Dodgers
The Crooklyn Dodgers – była hip-hopowa supergrupa założona w Nowym Jorku, składająca się ze zmieniających się członków zespołu.
Crooklyn Dodgers pojawiali się w trzech różnych formacjach od roku 1994. Pierwsze dwa występy grupy miały miejsce na ścieżce dźwiękowej do filmów Spike’a Lee zatytułowanych Crooklyn and Ślepy zaułek. Tematyka utworów grupy była ściśle powiązana z fabułą filmów Spike’a Lee, odnoszących się do stanu rzeczy osiedli zamieszkiwanych przez mniejszość afroamerykańską w obrębie Nowego Jorku.

## Wersje utworów

### Crooklyn
W skład pierwszej grupy artystów wchodzili tacy raperzy jak Buckshot, Masta Ace i Special Ed. Ich jedyne nagranie nosiło nazwę „Crooklyn” i zostało wyprodukowane przez Q-Tip z grupy A Tribe Called Quest. Nagranie promowało film Spike’a Lee o tym samym tytule. Piosenka zawiera skrecze z utworów „Who Got Da Props?” zespołu Black Moon oraz „The Place Where We Dwell” zespołu Gang Starr. Utwór sampluje również fragment transmisji radiowej z meczu baseballowego drużyny Brooklyn Dodgers. W wideoklipie wystąpili sportowcy urodzeni w dzielnicy Brooklyn, Michael Jordan oraz Mike Tyson.

### Return of the Crooklyn Dodgers
W skład drugiej grupy artystów wchodzili Chubb Rock, Jeru the Damaja oraz O.C. Nagranie to nosiło tytuł „Return of the Crooklyn Dodgers,” i zostało wyprodukowane przez DJ-a Premiera. Piosenka ta, analogicznie do poprzedniej wersji, promowała film Spike’a Lee o nazwie Ślepy zaułek. Ta wersja 'Crooklyn Dodgers' jest uważana przez fanów hip-hopu za najbardziej udaną i zebrała najprzychylniejsze recenzje.

### Brooklyn In My Mind
W skład trzeciej grupy wchodzili Jean Grae, Mos Def oraz Memphis Bleek. Produkcją utworu zajął się znany producent z Karoliny Północnej 9th Wonder. Grupa nagrała utwór na płytę producencką The Dream Merchant Vol. 2 9th Wondera o tytule „Brooklyn In My Mind”.